# 旧ハッサム住宅
旧ハッサム住宅（きゅうハッサムじゅうたく）は兵庫県神戸市中央区にある異人館。設計はシュエケ邸や門邸など数々の異人館を手がけたA.N.ハンセル（Alexander N. Hansell）といわれている。竣工は1902年。広大な日本庭園を望む南側ベランダは、1階がアーケード式、2階がコロネード式で、邸の外観上の特徴になっている。明治時代の異人館の特徴を伝える名建築として評価され、1961年6月7日に国の重要文化財に指定されている。 

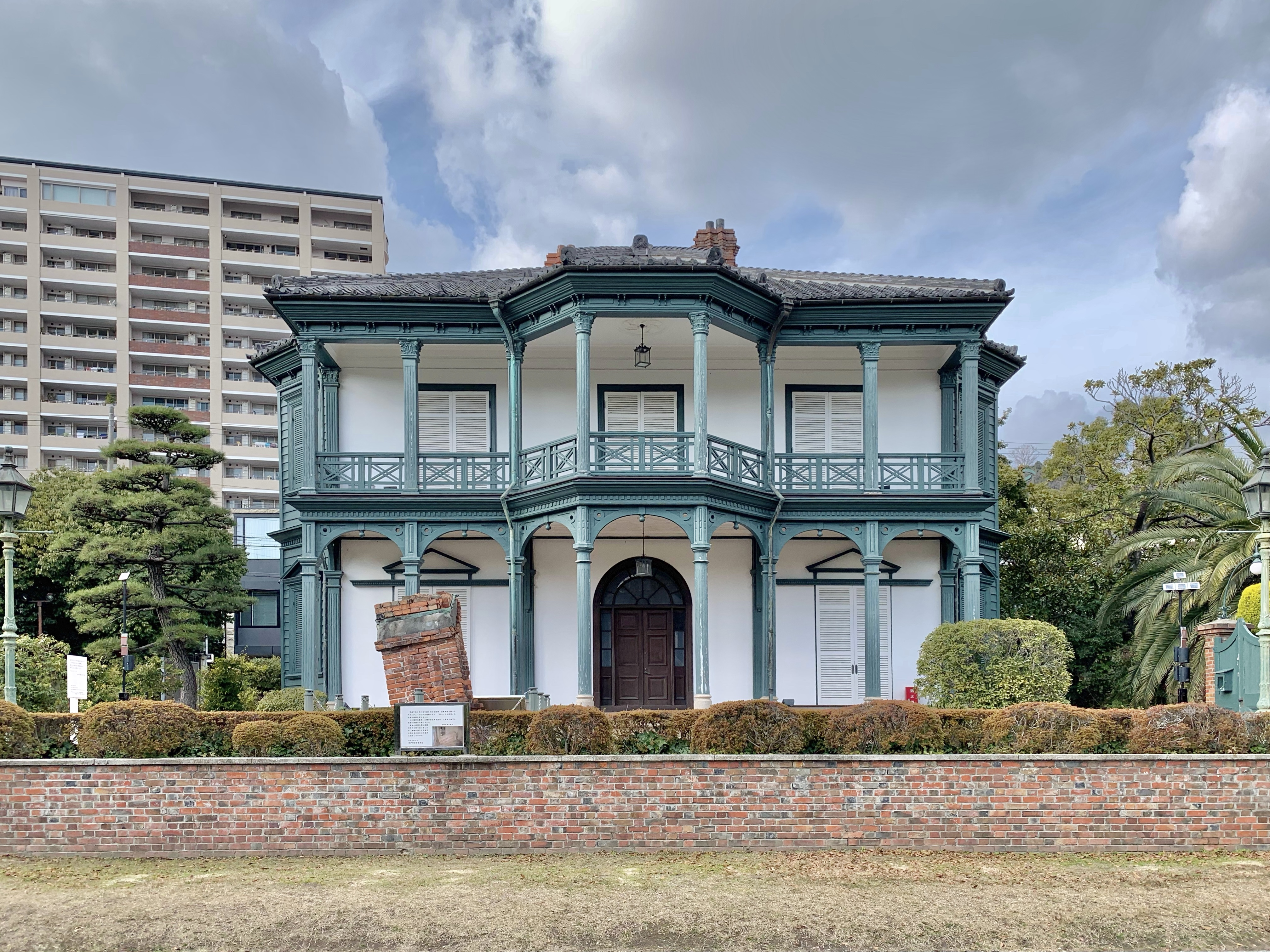
南正面

## 歴史
1902年に神戸市中央区北野町2丁目の旧ドレウェル邸（ラインの館）北側にインド系イギリス人貿易商J.K.ハッサム（J.K.Hassam）の邸宅として建てられた。1961年に当時の所有者である神戸回教寺院が神戸市に寄贈し、1963年に元町の山手にある相楽園内に移築保存された。1995年の阪神・淡路大震災では、煉瓦積の煙突が室内配膳室に落下するなどの被害があったが修復され、現在に至る。落下した煙突は震災の記録として前庭の一角に展示されている。
前庭に建つ2本のガス灯は1874年頃に旧居留地の街灯として設置された、現存する日本最古級のガス灯である。

## 利用情報
- 相楽園閉園日 - 毎週木曜日定休、祝祭日にあたる場合は開園、翌日休
- 邸内公開時期 - 公開期間は年により異なるので、相楽園に問い合わせ
  - 4月下旬～5月上旬（期間中無休）
  - 10月下旬～11月中旬（期間中無休）
- 公開時間 - 午前9時～午後4時30分

## 建築概要
- 建築主 - J.K.ハッサム
- 設計 - A.N.ハンセル （推定）
- 竣工 - 1902年（明治35年）
- 構造 - 木造2階建、寄棟造、桟瓦葺、外壁下見板張、ベイウインドウ、鎧戸、ペジメント
- 延床面積 - 397.58m2 （1階173.61m2、2階179.73m2、地階5.42m2、附属棟29.18m2、倉庫9.64m2）
- 所在地 - 〒650-0004 兵庫県神戸市中央区中山手通5-3-1 相楽園内

## 文化財指定
以下の物件が国の重要文化財に指定されている（1961年6月7日指定）。
- 旧ハッサム住宅（旧所在　兵庫県神戸市生田区北野町）

（以下、附指定）
- 附属屋
- 倉庫
- 門

## ギャラリー

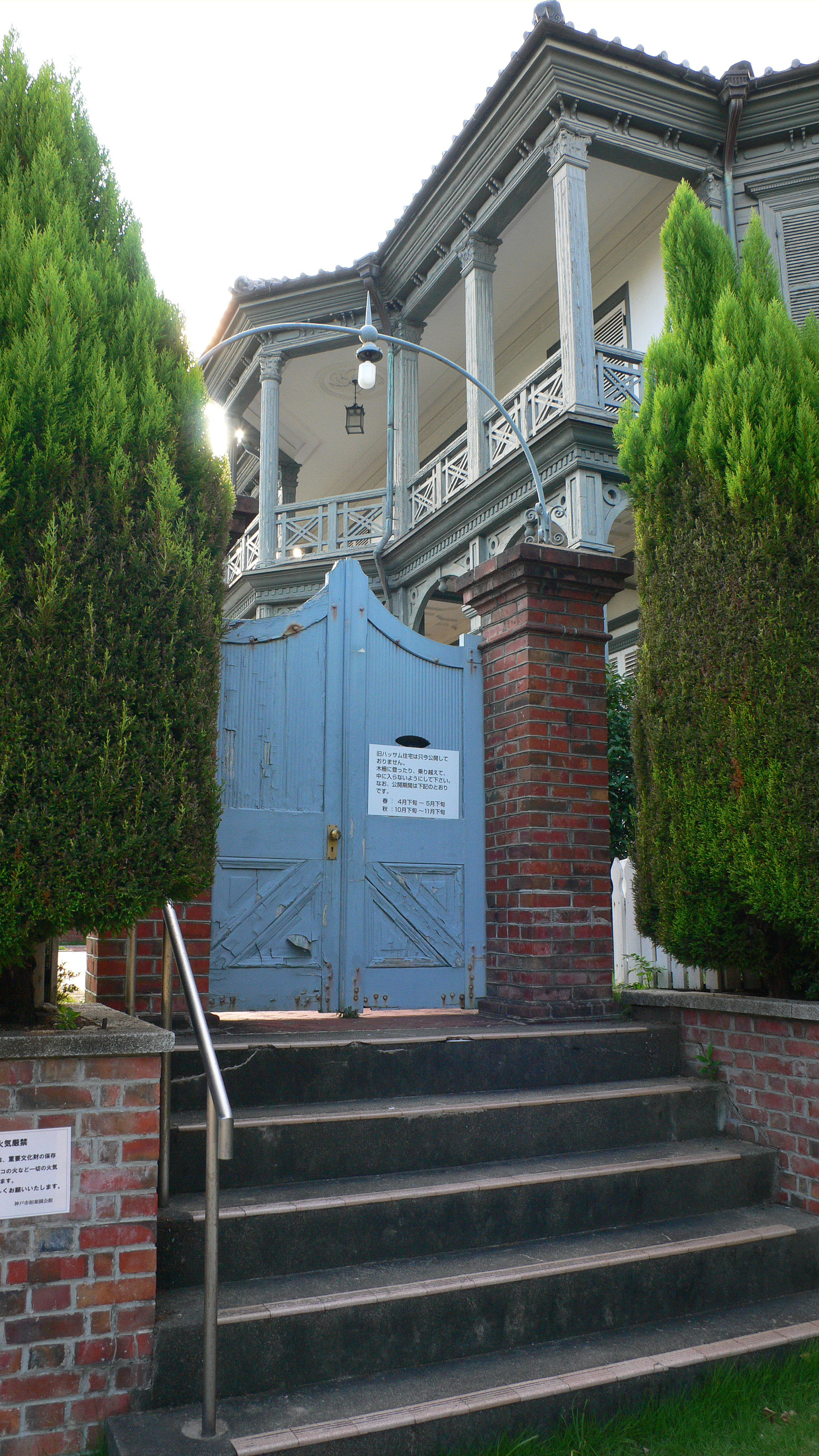
東側入口
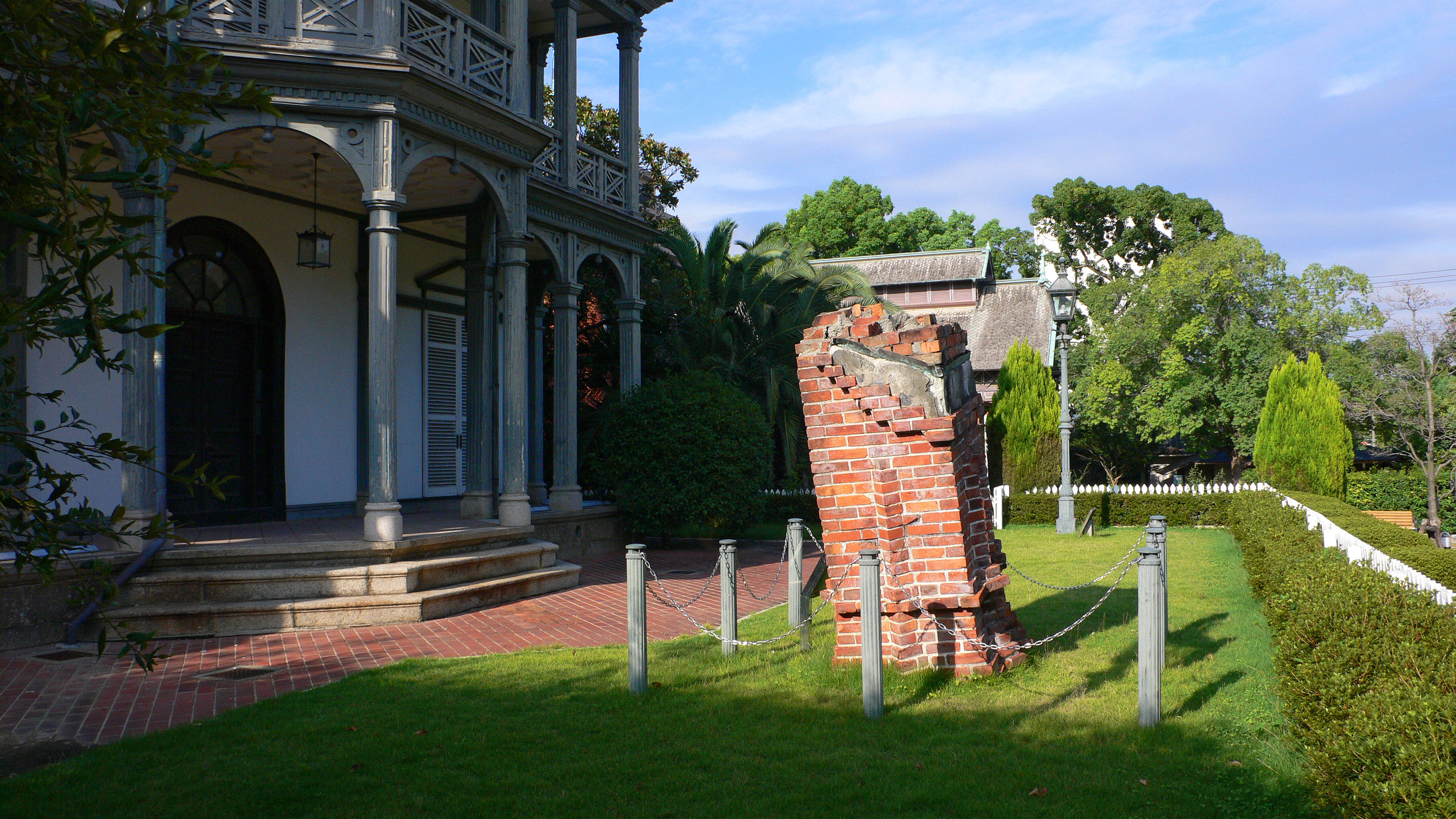
落下した煙突
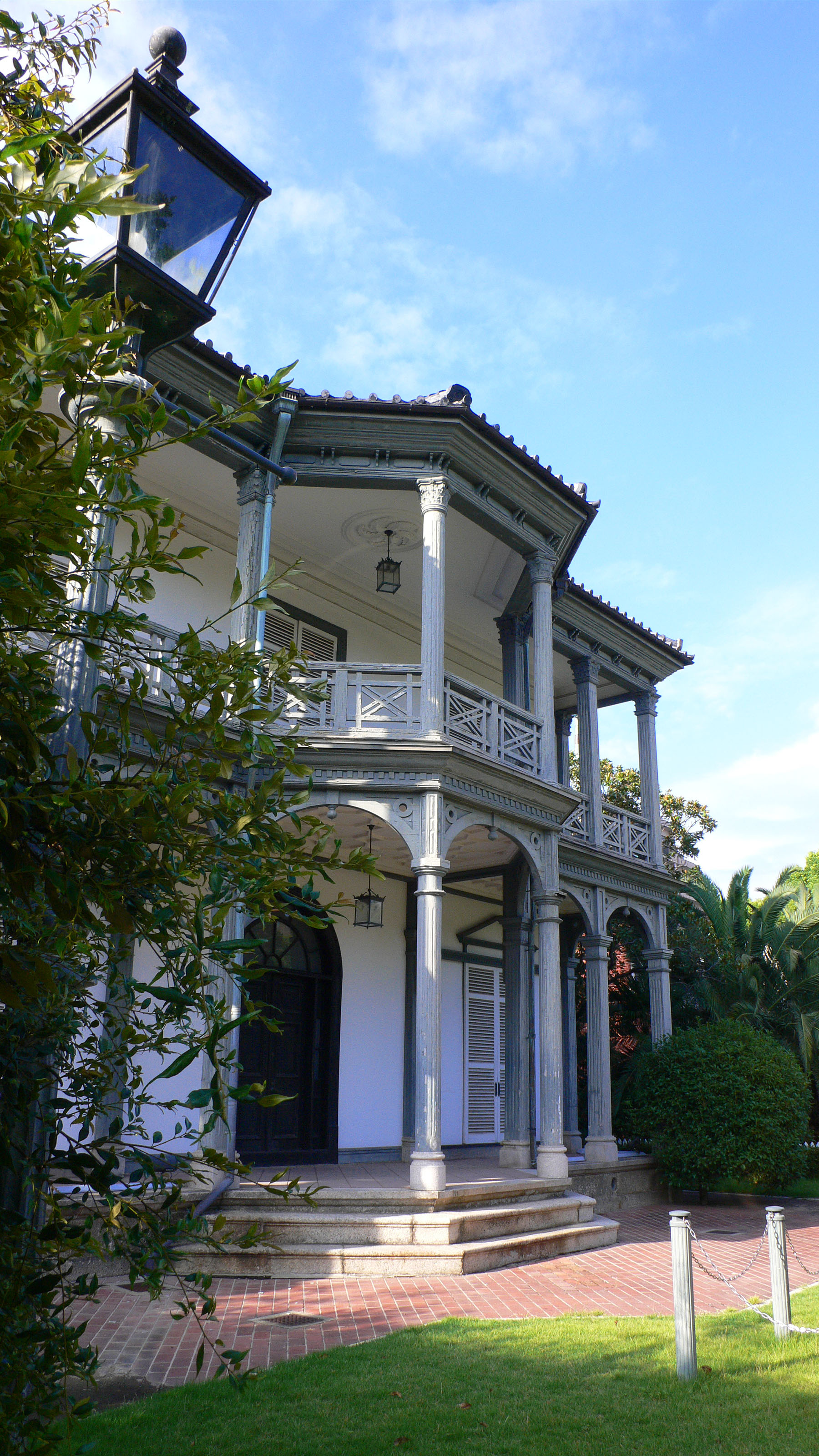
現存最古のガス灯
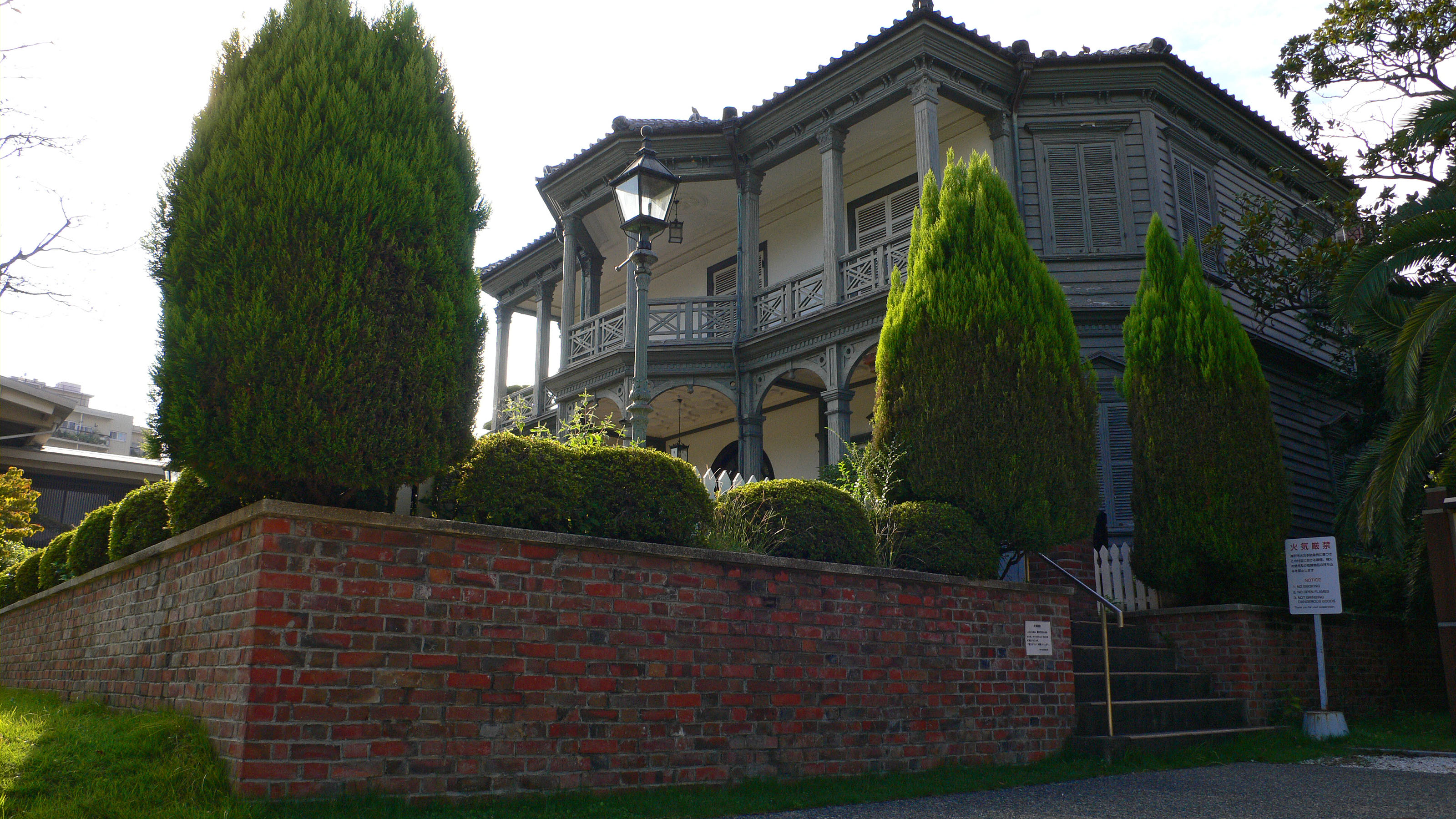
南東方向より

## 交通アクセス
- 山陽新幹線 新神戸駅 徒歩18分
- 神戸市営地下鉄西神・山手線 県庁前駅 徒歩5分
- JR神戸線 元町駅 下車 徒歩10分
- 阪神本線 元町駅 下車 徒歩10分

## 周辺情報
- 相楽園
  - 船屋形
  - 旧小寺家厩舎
- 北野町山本通
- 北野工房のまち
- 神戸市水の科学博物館